# Léopold 7
La Léopold 7 Classic est une bière spéciale et artisanale brassée par la brasserie Léopold 7, à Couthuin dans la  commune de Héron en province de Liège. En 2019, La Brasserie Léopold 7 lance une gamme complémentaire de bière premium, en canette 100 % recyclable.

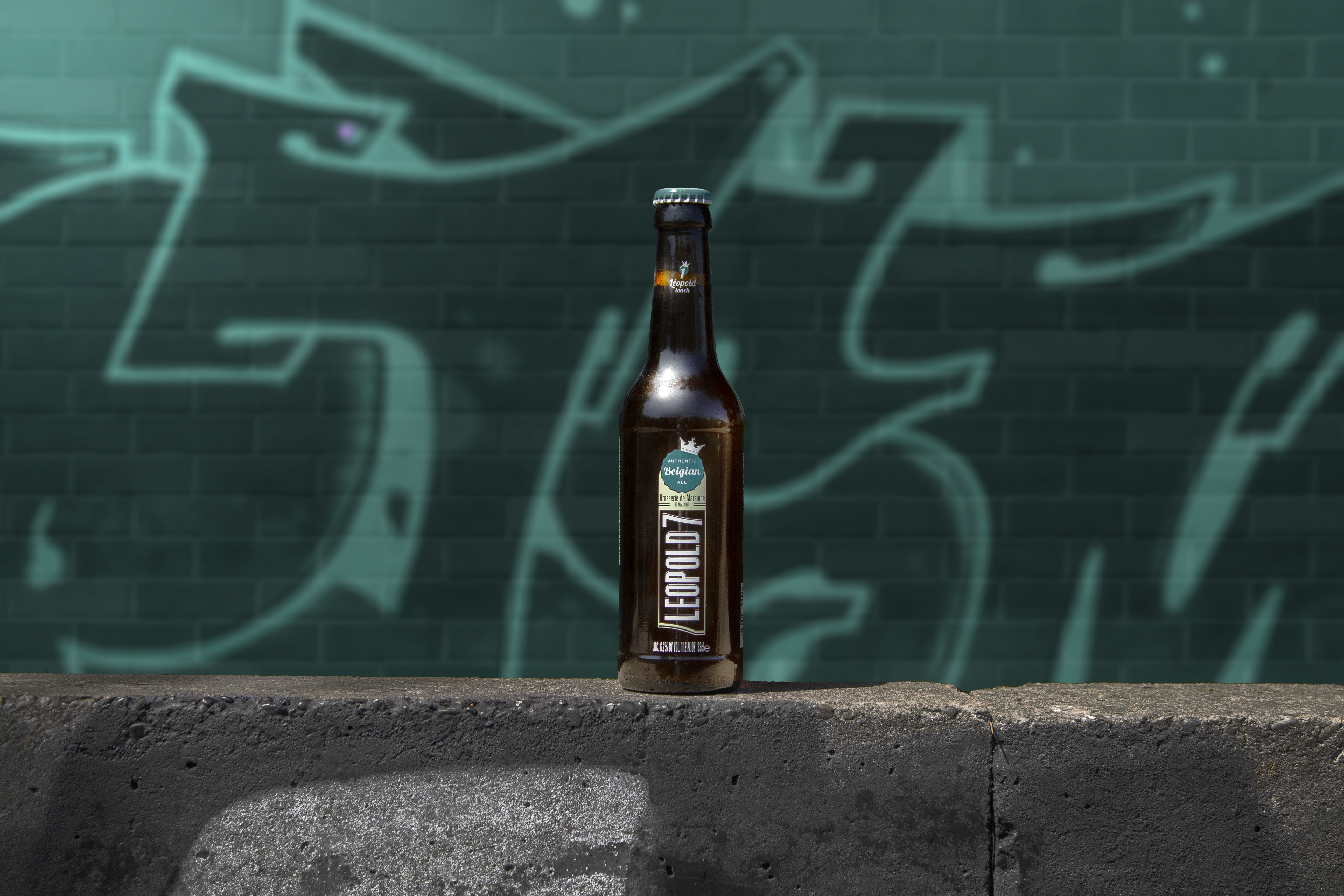
Léopold 7 Classic

Lancée en 2012, l'entreprise est rachetée en 2021.

## Brasserie Léopold 7
La brasserie Léopold 7, initialement appelée la brasserie de Marsinne, a été lancée en 2012 par les deux associés, Nicolas Declercq et Tanguy van der Eecken. Tanguy Van der Eycken connait le monde brassicole depuis son enfance, son grand-père était brasseur. Le projet de créer sa propre bière remonte à 2010 avec Nicolas Declercq qui travaillait à l'époque pour une brasserie à Madagascar.
La brasserie est installée dans l'une des plus anciennes fermes de Hesbaye, dans l'imposante ferme-château de Marsinne située dans le village hesbignon de Couthuin. Le choix du nom de Léopold 7 proviendrait d'un brasseur qui, en 1866, ajoute à sa bière quelques gouttes d'eau du Manneken-Pis pour lui donner un goût différent.
En 2018, la brasserie développe sa production et sort une seconde bière nommée Timber. Elle ne se concentre sur la production que de ces deux bières pour des raisons idéologiques et écologiques. La brasserie vise à développer un fonctionnement durable dans ses différents processus de production.
Depuis 2019, c'est Nicolas Declercq qui gère la brasserie.
Si le nom de Léopold s'explique par le lien géographique et historique de la brasserie, le chiffre 7 est quant à lui lié aux sept ingrédients de la bière : trois sortes de grains (deux malts et le froment), de trois sortes de houblons (deux aromatiques et un amer), et la Leopold touch : un bouquet aromatique.
En 2021, la brasserie est rachetée par la brasserie de Brunehaut.

## Démarche écoresponsable

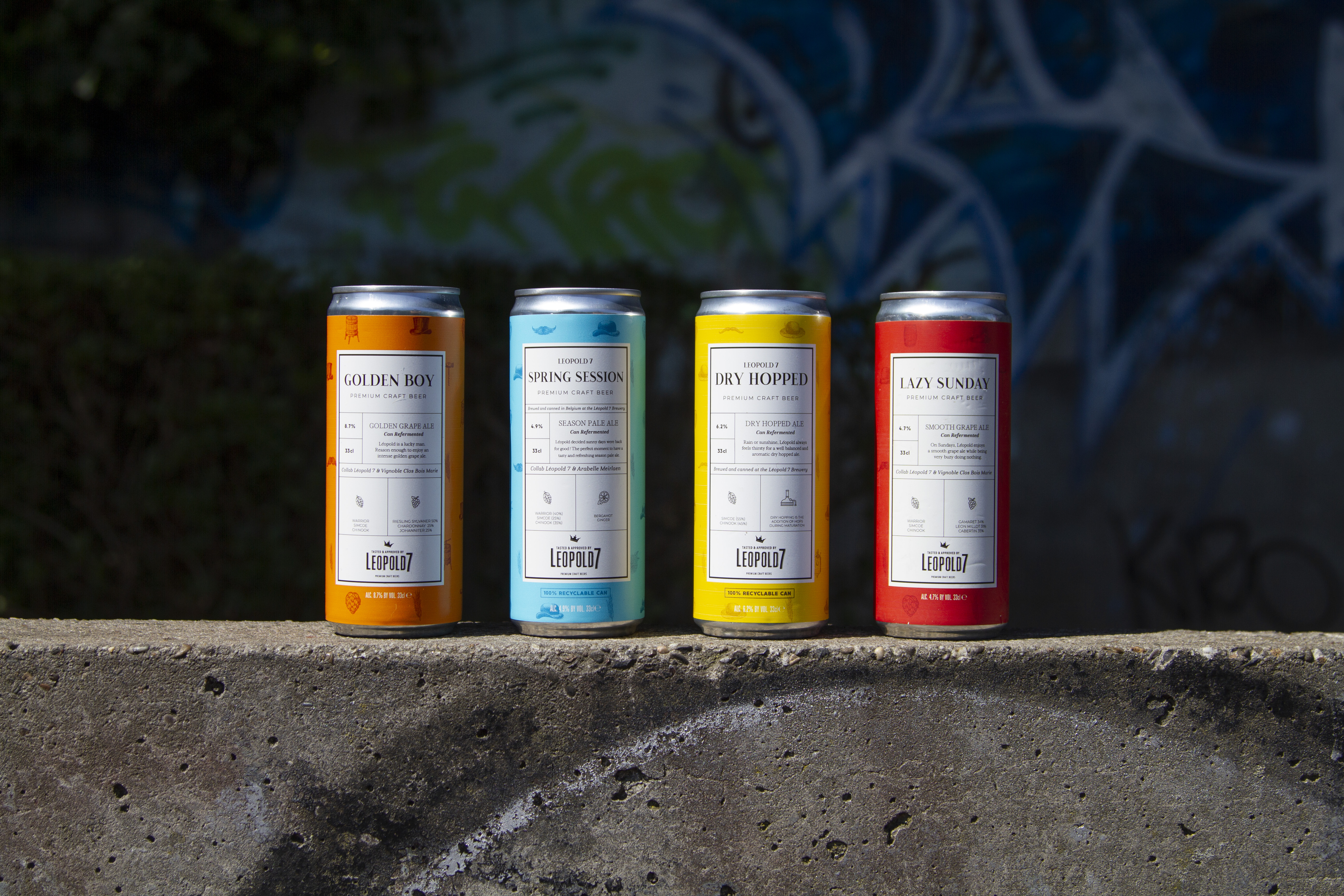
Gamme de canettes Léopold 7, 100% recyclables

Depuis sa création, la Brasserie Léopold 7 développe un projet durable dont elle déploie les valeurs écologiques, sociales et participatives à travers ses actions quotidiennes comme la récupération des vapeurs ou l'optimisation énergétique du traitement d’eau. 
La Léopold 7 classic est d'ailleurs née dans des bouteilles produites en silice (peu énergivore)[source secondaire nécessaire], sérigraphiées et consignées.  
Dans cette démarche écoresponsable, la microbrasserie propose également son produit dans une canette 100 % recyclable dont l'impact environnemental est moindre que le conditionnement en bouteille.

## Bières de la brasserie Léopold 7
La Léopold 7 classic est la version filtrée de la bière blonde légèrement ambrée de 6,2°. Elle est composées de 3 grains (deux malts et un froment), 3 houblons (deux aromatiques et un amer) et un ingrédient secret, d'où le chiffre 7. Elle fermente une seconde fois en bouteille possède des arômes bien marqués et une attaque de bouche légèrement amère puis florale. En 2015, elle est produite à hauteur de 1800 hectolitres par an.
Elle est décrite comme ayant une riche personnalité, une ampleur aromatique sur le malt et les fruits, une amertume houblonnée suffisante et un fondu très élégant. « Elle représente tout autant un signe des temps et de la modernité de la bière »,.
Une seconde bière brassée se nomme la Triple Hesbaye et fait 8,5°. elle passe par trois brassins : une blanche Spring Session, une Session IPA et une Pale Ale houblonnée à froid (Dry Hopped). Ces trois brassins existent également en canette.